# Portul Giurgiulești
Portul Giurgiulești (oficial – Portul Internațional Liber Giurgiulești; PILG) este unicul port din Republica Moldova accesibil pentru navele maritime, situat la km 133,8 (a 72,2 milă maritimă) al fluviului Dunărea, în sudul țării, fiind mărginit de România și Ucraina. 
PILG beneficiază de o amplasare pe traseele internaționale de comerț și transport, precum este canalul navigabil Rin-Main-Dunăre, care unește Marea Neagră, 14 state europene și Marea Nordică; sistemele de cale ferată de standard european și rus, precum și rețeaua de drumuri internaționale.
Proprietarul, operatorul și investitorul general al Portului Internațional Liber Giurgiulești este compania „Danube Logistics” SRL. Portul a fost dat în exploatare la 26 octombrie 2006, după 10 ani de construcție.

## Istoric
Odată parte a Uniunii Sovietice, până de curând Republica Moldova depindea de statele vecine mai mari, România și Ucraina, pentru a beneficia de bunuri externe și comerț.
Însă, în 1999, în schimbul cedării unei porțiuni de drum contestat în partea de est a României, Republica Moldova a primit o fâșie de teren cu o ieșire la Dunăre de 450 de metri, care a aparținut statului Român .
De pe această fâșie de teren se pot observa granițele cu România și Ucraina.
În 2007, terminalul petrolier de la portul Giurgiulești a devenit activ, iar în 2009, au plecat primele transporturi din terminalul de cereale.

## Descriere
Portul Giurgiulești constă din terminalul petrolier, portul mărfar și de călători și o zonă industrială. Terminalul petrolier a fost construit din investiții străine în valoare de 35 milioane dolari SUA. Dana poate primi nave maritime și barje fluviale cu pescajul de până la 6,5 m  și poate descărca sau încărca până la 3 tipuri diferite de produse petroliere în același timp. Capacitatea totală de depozitare este de peste 63 de mii de metri cubi de produse petroliere, iar capacitatea maximă de transbordare va fi de peste 2 milioane tone pe an .

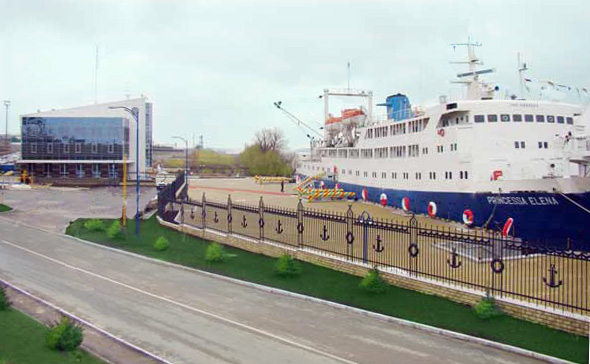
Terminalul de pasageri al portului. În prim plan este ancorat pachebotul Princessa Elena

Portul de călători (investiție de 10 milioane dolari SUA) are o capacitate de circa 300 de pasageri pe zi. Prin acest port, Republica Moldova se poziționează la un nivel mai avansat în domeniul transportului naval, ceea ce, după părerea investitorilor, va conduce la dezvoltarea turismului și a regiunii de sud a țării, va asigura o modalitate sigură, ieftină și ecologică de transportare a pasagerilor în statele din bazinul Mării Negre  și Mării Mediterane .
Terminalul cerealier (investiție 12 milioane dolari SUA) servește la transportul cerealelor pe cale maritimă în și din Moldova, în caz de necesitate. Are o capacitate de primire de 3.000 tone de cereale pe zi prin intermediul transportului auto și feroviar și o capacitate încărcare a unităților de transport maritime de până la 7.000 tone, cu o viteză de încărcare de 300 tone pe oră. Are o capacitate de prelucrare pentru export de până 500 mii tone cereale.
Ca inconveniente, dezvoltarea portului Giurgiulești și manevrele navelor în dreptul său, sunt stînjenite de îngustimea malului moldovenesc al Dunării (doar 340 de metri), deoarece schimbul teritorial propus cu Ucraina nu a fost posibil. Pe de altă parte, rămîne de verificat dacă, în contextul de criză economică mondială, de scădere a consumului și de împuținare a zăcămintelor de hidrocarburi exploatabile, optimismul investisorilor privind traficul este justificat.

## Zona industrială liberă

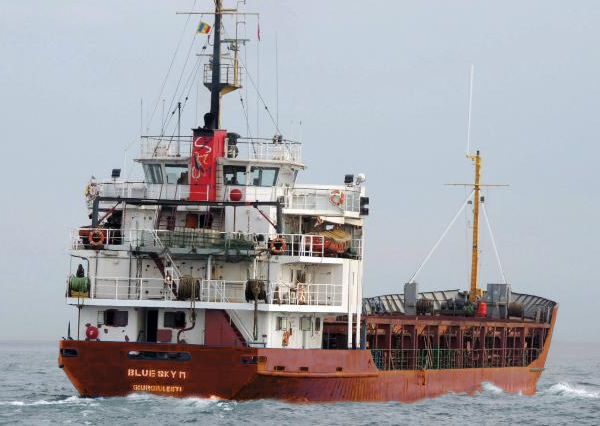
Bazat în portul Giurgiulești, cargobotul Blue Sky M poate transporta containere și automobile.

Întreaga suprafață de 120  are statut similar cu cel al unei zone economice libere. Zona industrială liberă din cadrul PILG oferă investitorilor naționali și internaționali un mediu favorabil pentru plasarea investițiilor și desfășurarea afacerilor la frontieră cu Uniunea Europeană, într-o țară ce beneficiază de regimul Preferințelor Autonome Comerciale (PAC). În 2010, pe teritoriul zonei industriale activau 26 de rezidenți, pe întreaga durată de activitate volumul investițiilor a constituit 46,6 mil. dolari SUA, dintre care în anul 2010 au fost investite circa 7,2 mil. dolari SUA.

## Date statistice
| Ani                                     | 2009  | 2010  | 2011  | 2012  | 2013  | 2014  | 2015  | 2016  | 2017  | 2018   | 2019   | 2020  | 2021   |
| --------------------------------------- | ----- | ----- | ----- | ----- | ----- | ----- | ----- | ----- | ----- | ------ | ------ | ----- | ------ |
| Nave acostate / deservite               | –     | –     | –     | –     | –     | 435   | 331   | 408   |       | 589    | 569    | 600   |        |
| Angajați                                | 178   | 232   | 303   | 298   | 417   | 432   | 415   | 417   | 453   | 469    | 484    | 517   |        |
| Salariul mediu (MDL)                    | 4.100 | 6.200 | 6.500 | 4.900 | 5.400 | 5.900 | 7.000 | 6.800 |       | 7.900  | 7.800  | 8.800 |        |
| Investiții (mln. $)                     | 3,9   | 7,2   | 5     | 2,7   | 1,95  | 3,5   | 1,1   | 5,2   | 1,3   | 1,2    | 1,4    | 2,1   |        |
| Impozite și taxe achitate (mln. MDL)    | 56    | 109,4 | 150,3 | 218,5 | 255,4 | 296,1 | 416,8 | 538,8 | 490,8 | 499    | 434,4  | 574,4 |        |
| Mărfuri transbordate: (total, mii tone) | ~78   | 409,2 | 428,5 | 282,2 | 733,2 | 729,1 | 867,8 | 886,4 | 950,8 | 1070,3 | 1090,6 | 934,7 | 1400,0 |
| Export (cereale, mii tone)              | 39    | 207,8 | 165   | 78,5  | 245,7 | 354,5 | 287,9 | 388,4 | 392,3 | 355,1  | 395,3  | 233,0 |        |
| Export (mărfuri, mii tone)              | –     | –     | –     | –     | 25,8  | 54,1  | 77,9  | 108,8 |       | 90,5   | 116,9  | 23,9  |        |
| Import (petrol, mii tone)               | 38,6  | 58,8  | 67,6  | 86,2  | 139,5 | 156,8 | 266,6 | 247   | 288,5 | 218,2  | 162,5  | 185,1 |        |
| Import (mărfuri, mii tone)              | –     | –     | –     | 56,6  | 53    | 77,2  | 105,7 | 85,6  |       | 295,8  | 307,3  | 346,6 |        |

## Galerie de imagini

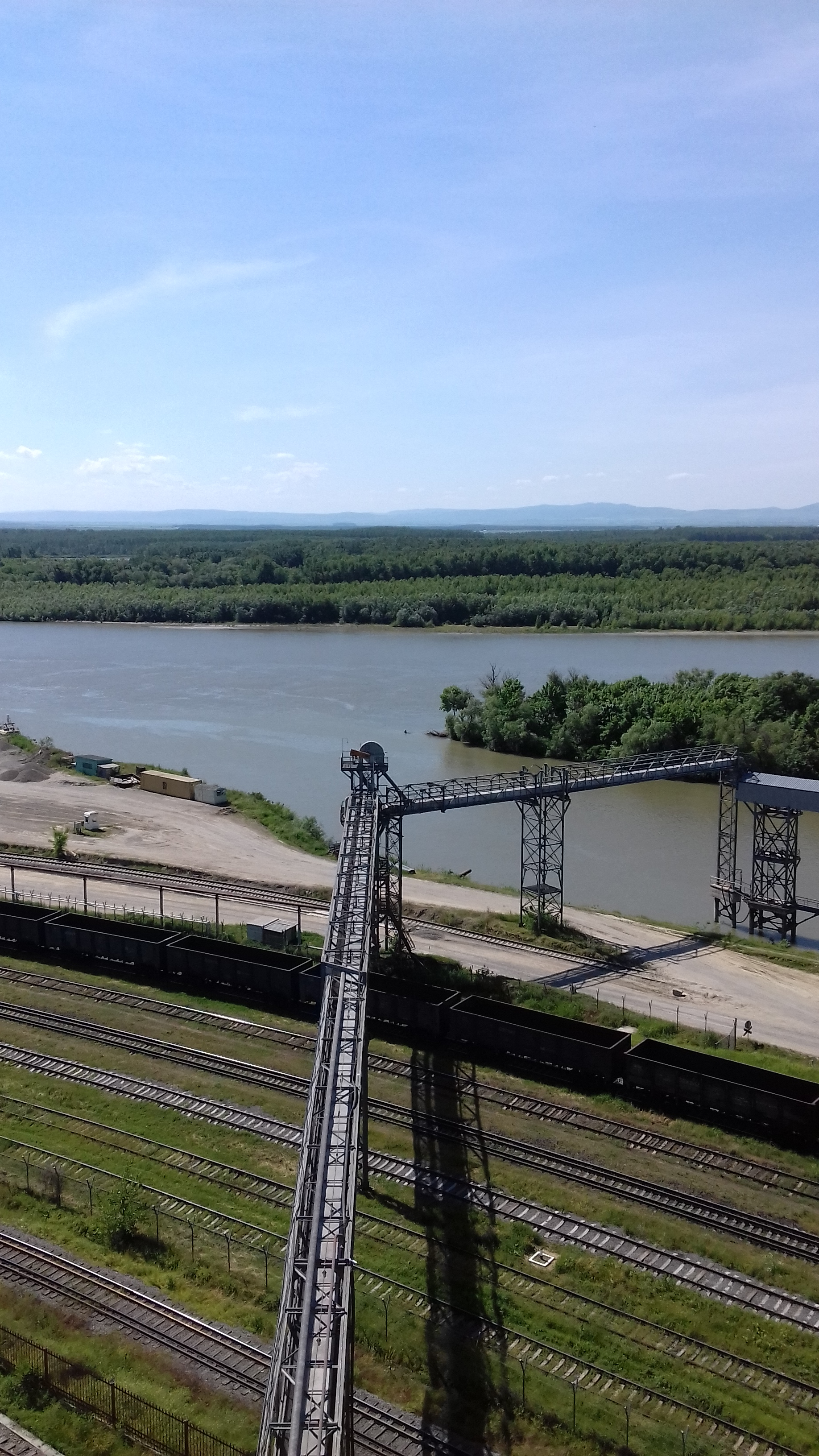
Vărsarea Prutului în Dunăre lângă port
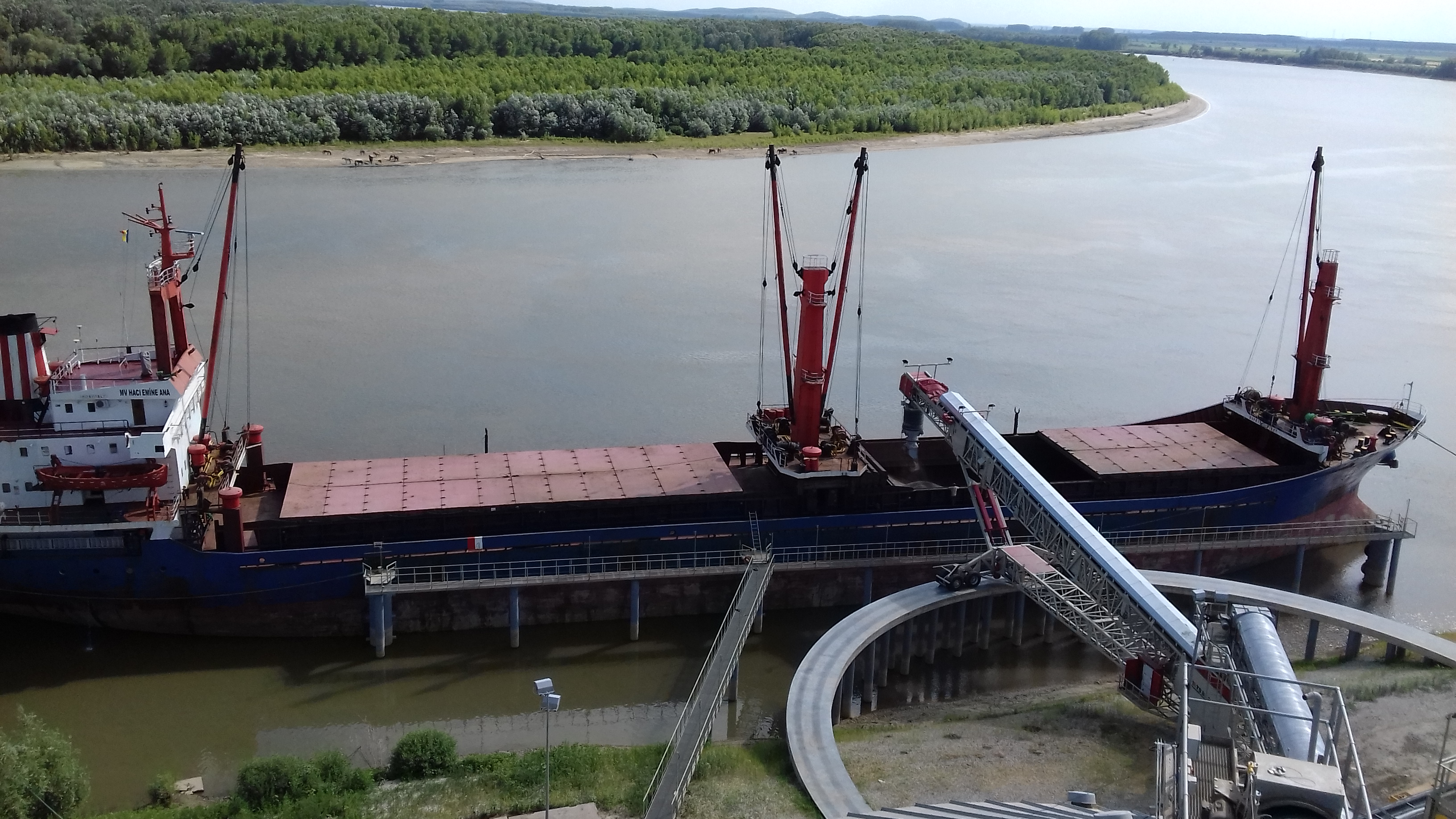
Dunărea – în față meandrul Cotul Pisicii
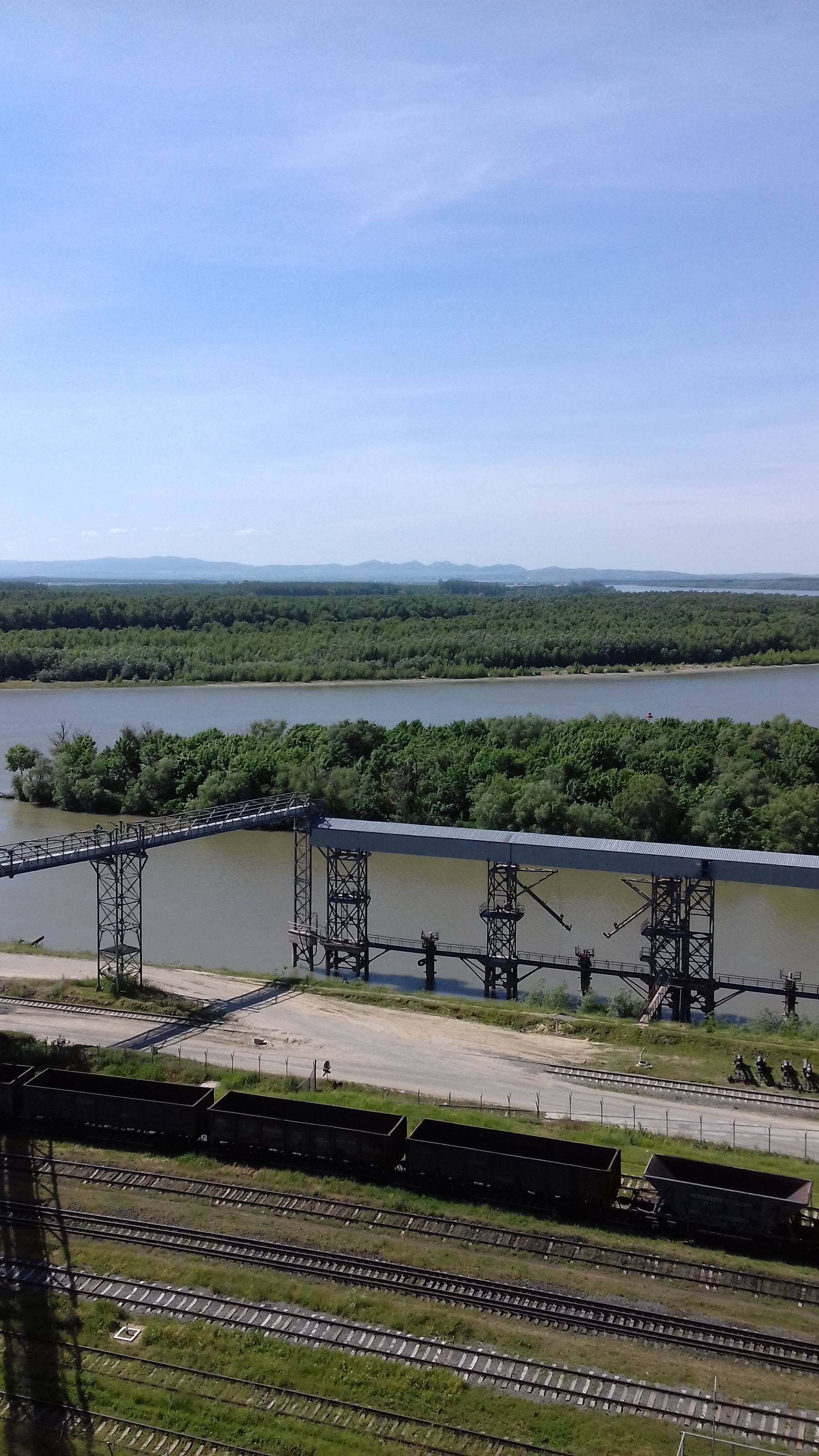
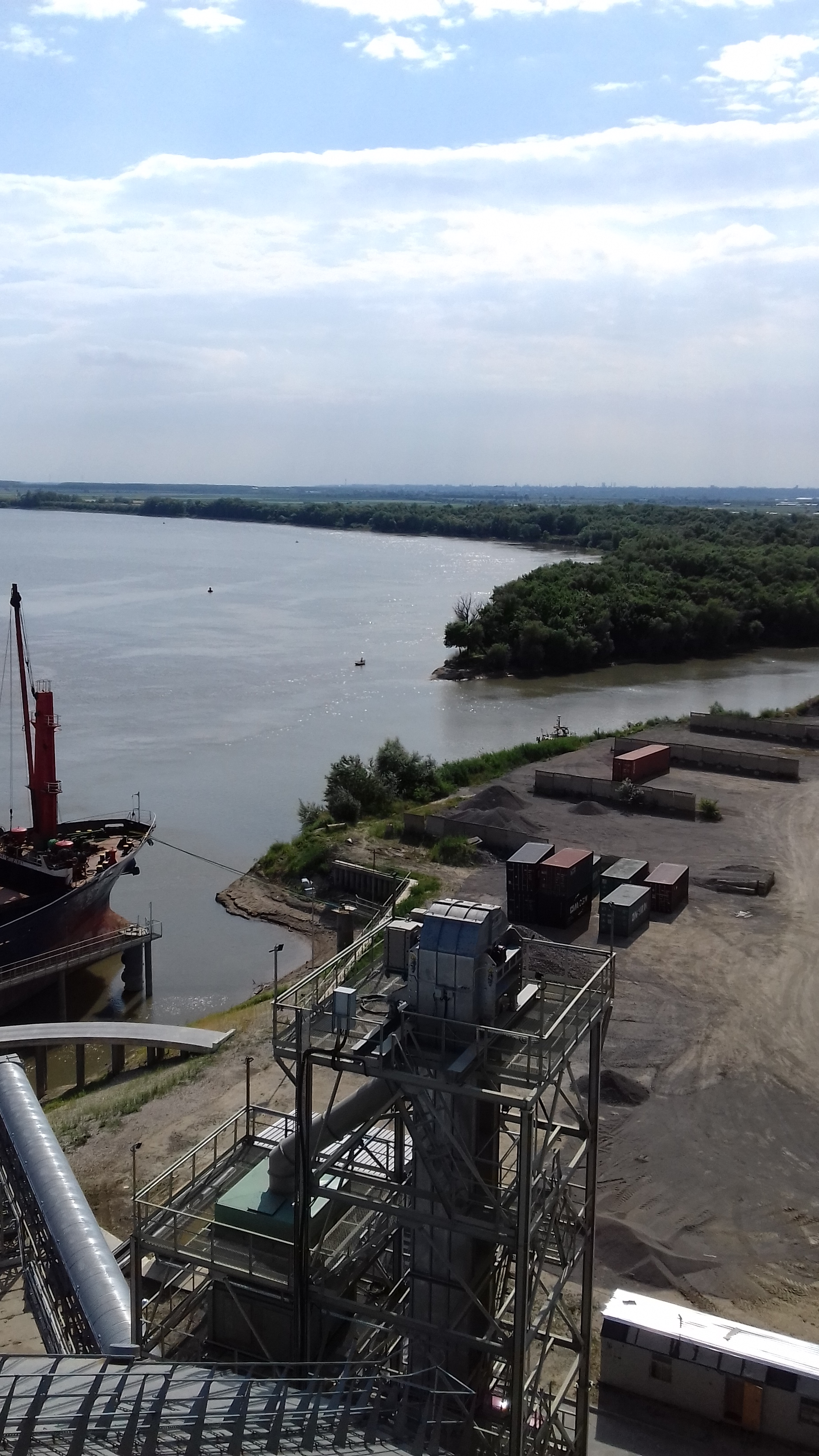
Gura Prutului, Dunărea și câteva instalații portuare
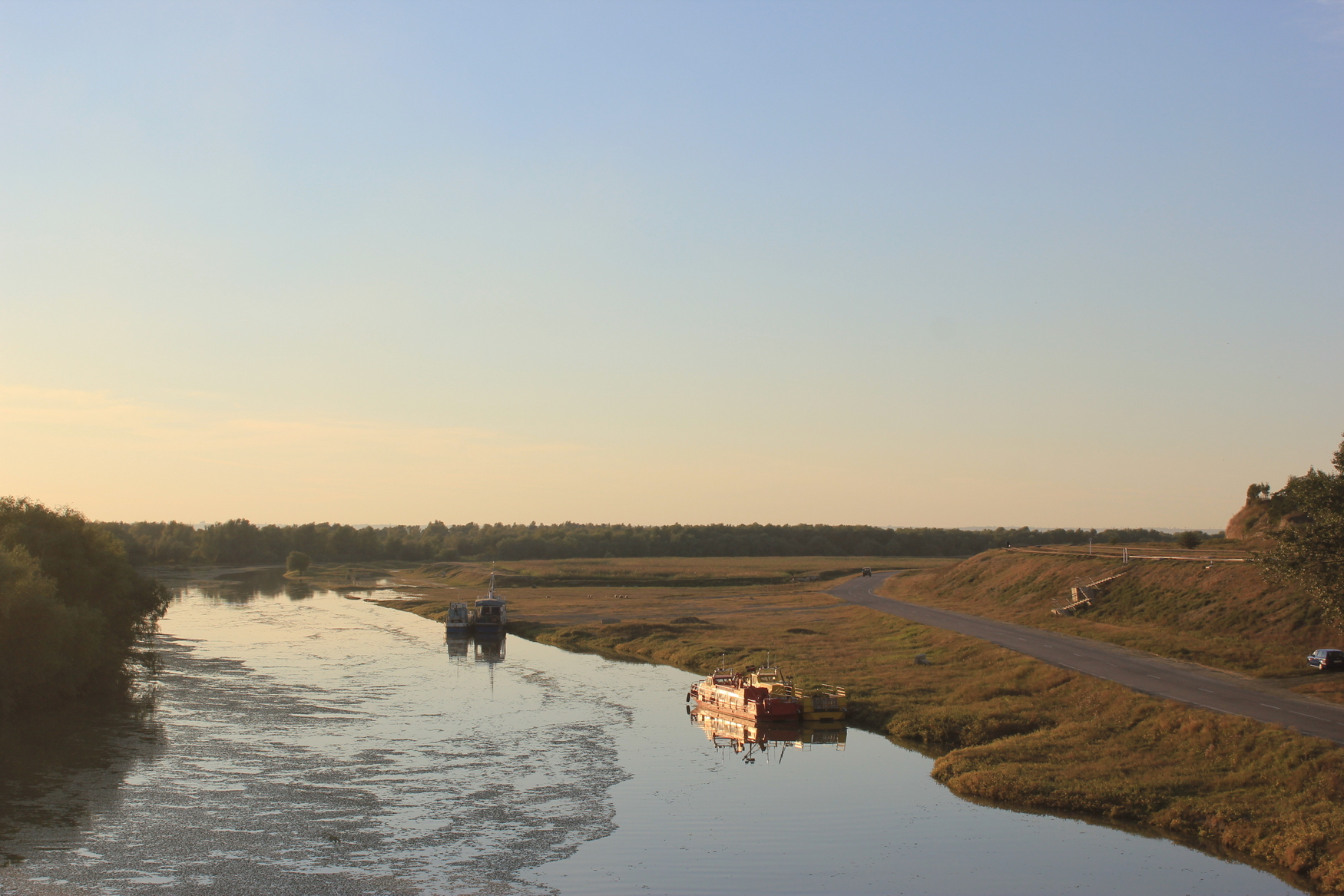
Prutul de jos la Giurgiulești

## Veziși
- Schimb teritorial între Republica Moldova și Ucraina
- Incidentul armat de la Giurgiulești din 1940